# ハッラ・トーマスドッティル
ハッラ・トーマスドッティル（Halla Tómasdóttir、1968年10月11日 - ）は、アイスランドの実業家、講演者、投資家、政治家である。1998年に設立されたレイキャヴィーク大学の設立メンバーで、2007年にオイズル・キャピタル（Auður Capital)を共同設立した。
2016年と2024年アイスランド大統領候補となり、2024年のアイスランド大統領選挙において当選し、同年8月1日に第7代同国大統領となった。
ジェンダー、機会、富、教育がよりバランスの取れた世界の実現を目指し、女性がビジネスで成功できるよう支援する必要性を説き、行動している。
名前はハラ・トマスドッティルやハトラ・トーマスドッティルとも表記される。

## 経歴・人物
1968年10月11日にレイキャヴィークで生まれ、コーパヴォグルで育った。経営学修士（MBA）を取得し、5つの言語を話すことができる。
アメリカのマースとペプシコでキャリアを始めた。レイキャヴィーク大学の創立メンバーの一人で、エグゼクティブ教育部門を設立した。大学のエグゼクティブ・チームの熱心なメンバーとして役目を果たし、ビジネススクールの助教授でもあった。大学の女性向けの起業家精神発揚のための企画で、女性のネットワークを立ち上げ、これを通してクリスティン・ペトルスドッティル（Kristín Pétursdóttir）に出会った。アイスランド商工会議所で、女性で最初のトップとなった。
投資銀行の法人部門で働いていたが、男性が舵を取る金融ゲームの世界に不満といらだちを覚えるようになり、金融界は画一的で多様性に欠け、そういった世界は持続性に欠けると強く感じるようになった。2007年にクリスティンと再会し、互いのビジネス経験が似通っていること、自分とは合わない他者の価値観に従って働いていると感じていること、経験から女性には大きなビジネスの機会があると考えていることなど、多くの共通点を発見した。
「女性的な」価値観を反映させた金融サービスを始めようと決めて辞職し、2007年にクリスティンと共に投資銀行オイズル・キャピタルを設立した。「我々は女性独特の価値観やビジネスモデルを持っており、それらは今までの男性主体のものより、より持続的である」と説き、顧客に長期的な視点とウィン‐ウィンなアプローチを提供することを目指した。オイズル・キャピタルと当時の女性観から見て型破りだった彼女たちはアイスランド内で波紋を呼んだが、その信念や価値観に共感する良い人材や顧客が集まったという。
オイズル・キャピタルは、短期的な利益ではなく、どのように利益を生み出すか、長期的な持続可能性を追求しているという。一般の投資銀行で判断材料となる数字だけでなく、人、文化、行動規範などの組織の感情的側面を重視しており、複雑で分かりづらい金融派生商品は一切扱わない方針を取る。自社の金融商品を販売せず、大手銀行とのつながりを持たず、独立性を保っている。それにより、2008年-2011年アイスランド金融危機を、アイスランドの金融業界でおそらく唯一損失を出すことなく乗り切り、金融の世界での女性の存在感を高め、顧客との信頼関係を強めた。ハッラは金融危機後の国会の創設メンバーとなった。
2007年には、アイスランドの今年のビジネスウーマンに選ばれ、翌年2008年に故郷から平等賞を贈られた。
オイズル・キャピタルは、女性を助けることに力を注いでいる。女性が率いる事業は増えているが、投資資本のごく一部しかそれを支援していないというギャップを埋めるため、女性が所有または経営する事業を対象とするプライベート・エクイティ・ファンドのAuDur Iを設立、また社会的責任投資に興味を持ち、アーティストのビョークと共に、2008年にアイスランドの経済の回復と環境保護を目的に、同国の新興企業に投資する「ビョークファンド」の立ち上げている。
2009年には、クリスティンと共に、カルティエ・ウーマンズ・イニシアチブ・アワードを受賞した。
2010年にはTED (カンファレンス)で、「アイスランド経済危機における女性の責務」のタイトルで講演した。また、ニューズウィークの「世界を揺るがす」150人の女性の一人に選ばれた。
ジェンダー格差を解消するため、グローバルな対話の場として WE 2015 を企画し、議長を務めた。 
2016年のアイスランドの大統領選挙の際、大統領候補となった。彼女の得票率は27.9%で、これは当選したグズニ・ヨハンネソンの39.1%に次ぐものだった。世論調査では18.6％を超えないと予想されていたので、この結果は驚きをもって迎えられた。
日本では、2018年に「ハートネットTV　平成がのこした“宿題”第2回「ジェンダー格差」」で、男女平等が最も進んでいるアイスランドにおける女性による変革の一例として、ハッラとオイズル・キャピタルが取り上げられている。
2024年のアイスランド大統領選挙に2度目の出馬を行い、対立候補を抑えて初当選を果たした。この結果、ハッラは同国史上2人目の女性大統領となることが確実となった。
同年8月1日に大統領就任宣誓を行った。同日に行われたハッラの大統領就任式典には、退任するグズニ・ヨハンネソン前大統領とオラフル・ラグナル・グリムソン元大統領夫妻らが出席し、多くの国民がハッラの就任を祝福した。

## 個人的生活
夫と2人の子供がいる。

## 影響
ハッラとクリスティンは、世界初の民選の女性国家元首であるアイスランド大統領ヴィグディス・フィンボガドゥティルから大きな影響を受けている。